# Paradentose
Parodontitis (i almen befolkningen kendt som Paradentose eller parodontose) er et bakterieangreb i den knogle, som tænderne sidder fast i. Parodontitis forårsager i et sent stadium løse tænder. Tandkødsbetændelse og rødt, ømt og blødende tandkød er en forløber for parodontitis. Der er flere forskellige typer af parodontitis. De mere almindelige typer omfatter kronisk parodontitis, aggressiv parodontitis, nekrotiserende parodontitis. 

## Hvorfor får man parodontitis
Parodontitis skyldes en vedvarende betændelse i tandens omkringliggende væv (støttevæv), herunder den knogle, som tandroden sidder fast i. Betændelsen starter altid i tandkødet som tandkødsbetændelse, hvorfra den breder sig til støttevævene. Både ved tandkødsbetændelse og parodontitis er der tale om organismens reaktion på bakterier, som sidder på tænderne.

## Behandling
Det er centralt at få behandlet parodontitis i god tid, da tænderne ellers yderligere vil miste sit fæste og det vil blive svært for en tandlæge at bevare dem. For at bedst muligt sikre at parodontitis ikke udvikler sig yderligere, vil tandlægen foretage en tandrodsrensning med henblik på at fjerne bakterier og tandsten i tandkødslommen. Behandlingen kan være vanskelig og ofte langvarig. Det kan være nødvendigt at foretage en tandkødsoperation/parodontitisoperation, hvis tandkødslommerne er meget dybe.